# Armentières-sur-Avre
Pour les articles homonymes, voir Armentières (homonymie) et Avre.
Armentières-sur-Avre est une commune française située dans le département de l'Eure, en région Normandie.

## Géographie

### Localisation
La commune est limitrophe des départements de l'Orne (61) et d'Eure-et-Loir (28).
|                 | Chennebrun, Saint-Christophe-sur-Avre                      |                        |
| Beaulieu (Orne) | Armentières-sur-Avre                                       | Saint-Victor-sur-Avre  |
|                 | Saint-Maurice-lès-Charencey (Orne), Moussonvilliers (Orne) | Rohaire (Eure-et-Loir) |

### Hydrographie
La commune est située dans le bassin Seine-Normandie. Elle est drainée par l'Avre, un bras de l'Avre, le ruisseau de la Gohière, le ruisseau Saint-Maurice et l'Avre,.
L'Avre, d'une longueur de 80 km, prend sa source dans la commune de Tourouvre au Perche et se jette  dans l'Eure en limite de Montreuil et de Saint-Georges-Motel, après avoir traversé 29 communes.Les caractéristiques hydrologiques de l'Avre sont données par la station hydrologique située sur la commune de Saint-Christophe-sur-Avre. Le débit moyen mensuel est de 0,35 m3/s. Le débit moyen journalier maximum est de 10,1 m3/s, atteint lors de la crue du 13 juin 2018. Le débit instantané maximal est quant à lui de 14,7 m3/s, atteint le 12 juin 2018.
Le ruisseau de la Gohière, d'une longueur de 11 km, prend sa source dans la commune de Charencey et se jette  dans l'Avre à Saint-Victor-sur-Avre, après avoir traversé cinq communes.
Le ruisseau Saint-Maurice, d'une longueur de 10 km, prend sa source dans la commune de Tourouvre au Perche et se jette  dans un bras de l'Avre sur la commune, après avoir traversé quatre communes.

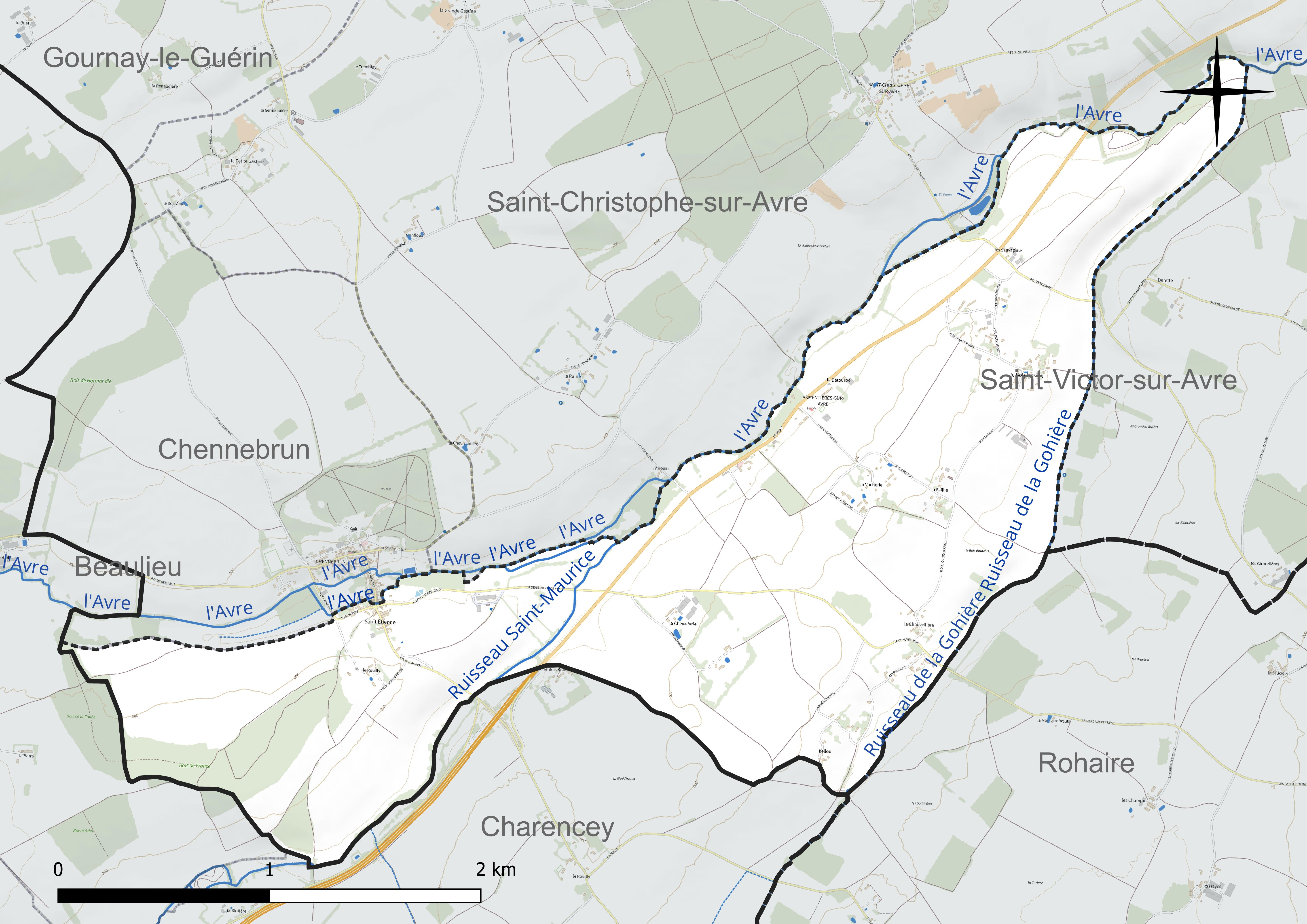
Réseau hydrographique d'Armentières-sur-Avre.

### Climat
Pour des articles plus généraux, voir Climat de la Normandie et Climat de l'Eure.
En 2010, le climat de la commune est de type climat océanique dégradé des plaines du Centre et du Nord, selon une étude du CNRS s'appuyant sur une série de données couvrant la période 1971-2000. En 2020, Météo-France publie une typologie des climats de la France métropolitaine dans laquelle la commune est dans une zone de transition entre le climat océanique et le climat océanique altéré et est dans la région climatique Normandie (Cotentin, Orne), caractérisée par une pluviométrie relativement élevée (850 mm/a) et un été frais (15,5 °C) et venté. Parallèlement le GIEC normand, un groupe régional d’experts sur le climat, différencie quant à lui, dans une étude de 2020, trois grands types de climats pour la région Normandie, nuancés à une échelle plus fine par les facteurs géographiques locaux. La commune est, selon ce zonage, exposée à un « climat contrasté des collines », correspondant au Pays d'Ouche et au Perche et bénéficiant d’un caractère continental affirmé avec des précipitations atténuées et des amplitudes thermiques fortes.
Pour la période 1971-2000, la température annuelle moyenne est de 10 °C, avec  une amplitude thermique annuelle de 14,2 °C. Le cumul annuel moyen de précipitations est de 717 mm, avec 11,9 jours de précipitations en janvier et 8,3 jours en juillet. Pour la période 1991-2020, la température moyenne annuelle observée sur la station météorologique la plus proche, située sur la commune de Beaulieu à 5 km à vol d'oiseau, est de 10,5 °C et le cumul annuel moyen de précipitations est de 836,7 mm,. Pour l'avenir, les paramètres climatiques de la commune estimés pour 2050 selon différents scénarios d’émission de gaz à effet de serre sont consultables sur un site dédié publié par Météo-France en novembre 2022.

## Urbanisme

### Typologie
Au 1er janvier 2024, Armentières-sur-Avre est catégorisée commune rurale à habitat très dispersé, selon la nouvelle grille communale de densité à 7 niveaux définie par l'Insee en 2022.
Elle est située hors unité urbaine. Par ailleurs la commune fait partie de l'aire d'attraction de Verneuil d'Avre et d'Iton, dont elle est une commune de la couronne,. Cette aire, qui regroupe 24 communes, est catégorisée dans les aires de moins de 50 000 habitants,.

### Occupation des sols
L'occupation des sols de la commune, telle qu'elle ressort de la base de données européenne d’occupation biophysique des sols Corine Land Cover (CLC), est marquée par l'importance des territoires agricoles (94,5 % en 2018), une proportion identique à celle de 1990 (94,5 %). La répartition détaillée en 2018 est la suivante : 
terres arables (69,5 %), prairies (25 %), forêts (5,5 %). L'évolution de l’occupation des sols de la commune et de ses infrastructures peut être observée sur les différentes représentations cartographiques du territoire : la carte de Cassini (XVIIIe siècle), la carte d'état-major (1820-1866) et les cartes ou photos aériennes de l'IGN pour la période actuelle (1950 à aujourd'hui).

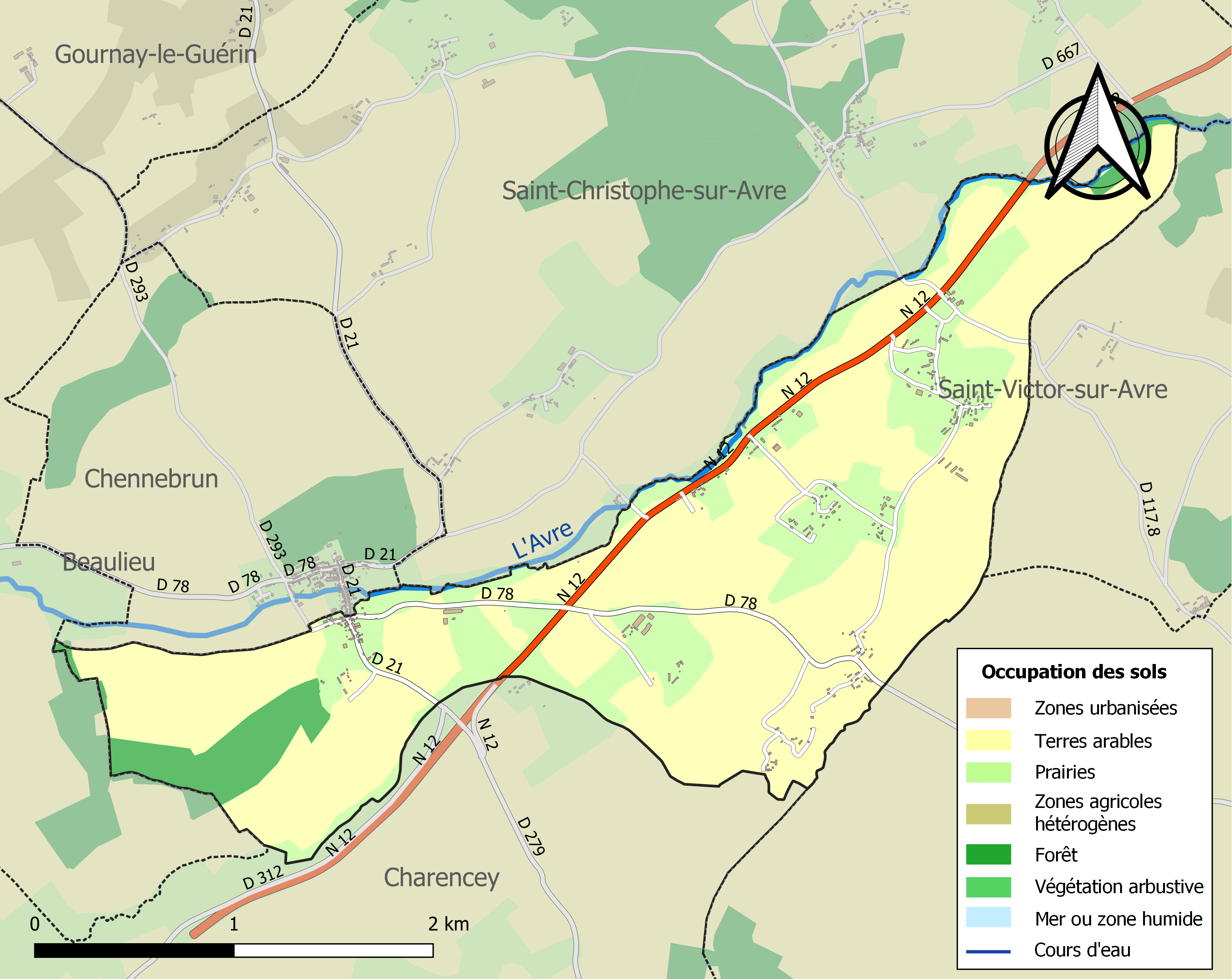
Carte des infrastructures et de l'occupation des sols de la commune en 2018 (CLC).

## Toponymie
Le nom de la localité est attesté sous les formes Ermenteriae en 965 et 987, Ermenterias entre 1023 et 1033.
Du latin Armentum, « lieu d'élevage du gros bétail », Armentières : « lieux où on élève du gros bétail », du latin terras, Ermenteriae, « terres convenant au gros bétail ».
L'Avre est une rivière française qui prend sa source dans la région naturelle du Perche. Elle sert de frontière naturelle entre les régions Normandie et Centre-Val de Loire.

## Politique et administration

### Liste des maires
| Période                                  | Période   | Identité           | Étiquette | Qualité |
| ---------------------------------------- | --------- | ------------------ | --------- | ------- |
| mars 1977                                | mars 2001 | M. Huet            |           |         |
| mars 2001                                | 2020      | Jean-Etienne Morel | DVD       |         |
| 2020                                     | En cours  | Damien Brunet      |           |         |
| Les données manquantes sont à compléter. |           |                    |           |         |

## Population et société

### Démographie
L'évolution du nombre d'habitants est connue à travers les recensements de la population effectués dans la commune depuis 1793. Pour les communes de moins de 10 000 habitants, une enquête de recensement portant sur toute la population est réalisée tous les cinq ans, les populations de référence des années intermédiaires étant quant à elles estimées par interpolation ou extrapolation. Pour la commune, le premier recensement exhaustif entrant dans le cadre du nouveau dispositif a été réalisé en 2004.

En 2022, la commune comptait 161 habitants, en évolution de −6,94 % par rapport à 2016 (Eure : −0,25 %, France hors Mayotte : +2,11 %).
| 1793 | 1800 | 1806 | 1821 | 1831 | 1836 | 1841 | 1846 | 1851 |
| ---- | ---- | ---- | ---- | ---- | ---- | ---- | ---- | ---- |
| 409  | 367  | 419  | 412  | 400  | 382  | 382  | 385  | 392  |

| 1856 | 1861 | 1866 | 1872 | 1876 | 1881 | 1886 | 1891 | 1896 |
| ---- | ---- | ---- | ---- | ---- | ---- | ---- | ---- | ---- |
| 348  | 335  | 308  | 265  | 245  | 244  | 236  | 209  | 199  |

| 1901 | 1906 | 1911 | 1921 | 1926 | 1931 | 1936 | 1946 | 1954 |
| ---- | ---- | ---- | ---- | ---- | ---- | ---- | ---- | ---- |
| 218  | 198  | 198  | 176  | 149  | 159  | 166  | 186  | 169  |

| 1962 | 1968 | 1975 | 1982 | 1990 | 1999 | 2004 | 2006 | 2009 |
| ---- | ---- | ---- | ---- | ---- | ---- | ---- | ---- | ---- |
| 166  | 163  | 178  | 132  | 142  | 163  | 165  | 173  | 179  |

| 2014 | 2019 | 2022 | - | - | - | - | - | - |
| ---- | ---- | ---- | - | - | - | - | - | - |
| 173  | 163  | 161  | - | - | - | - | - | - |

## Économie
La commune dispose de deux restaurants le long de la route nationale 12 :
- le « Relais Paris Bretagne » ;
- le « routier R.G ».

## Culture locale et patrimoine

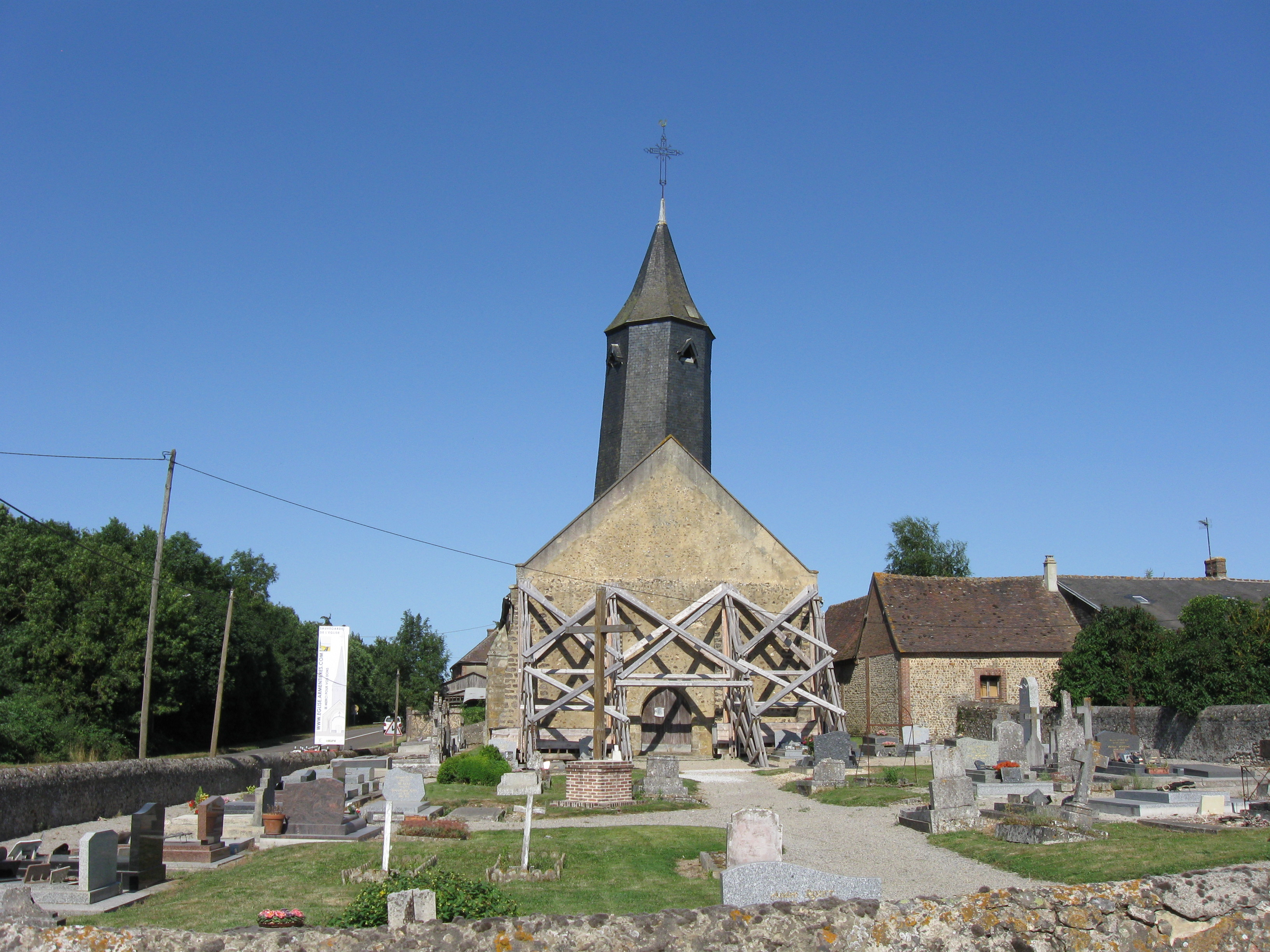
L'église Saint-Martin.

### Lieux et monuments
- Église Saint-Martin (XIe siècle-XVe siècle)[25]

### Héraldique
| Blason de Armentières-sur-Avre | Blason  | De gueules à la fasce ondée d'or accompagnée en chef d'un saint Martin à cheval et en pointe d'un livre fermé, le tout d'argent. |
| Blason de Armentières-sur-Avre | Détails | Le statut officiel du blason reste à déterminer.                                                                                 |